# Epidendrum chaparense
Epidendrum chaparense är en orkidéart som beskrevs av Dodson och Roberto Vásquez. Epidendrum chaparense ingår i släktet Epidendrum och familjen orkidéer.
Artens utbredningsområde är Bolivia. Inga underarter finns listade i Catalogue of Life.